# Marchri
Marchri is een band uit de jaren negentig die vooral techno en housemuziek maakte.

## Ontstaan
Marchri is een technoband uit de jaren '90, opgericht door Marc van Zaanen (Mar) en Christ Hitzveld (Chri).
Geïnspireerd door de opkomst van bands als 2 Unlimited en Snap! startten Van Zaanen en Hitzveld in 1993 de band.

## Organisatie
Ondanks dat Hitzveld in het echt een fan is van rockmuziek, was hij wel het creatieve brein van de band. De rol van Mar was altijd ondergeschikt. In 1994 had Marchri een bescheiden succesje met nummers als Branco is..., vrienden in Leidschendam en Cleon Go Home.
Echter al snel kwamen de eerste strubbelingen tussen het verstandshuwelijk van Van Zaanen en Hitzveld.

## Einde
Na een aantal jaren geprobeerd te hebben de vaderlandse top te bestoken en verschillende albums zonder succes promoot te hebben, valt in 2009 toch echt het doek officieel voor Marchri. Nadat Mar besluit een van de achtergrondzangeressen (Sloopkogel) meer zeggenschap te geven in de band, is de maat vol voor Chri. Mar op zijn beurt is het oneens met de verdeling van inkomsten.

### Toekomst
Na jaren van toewijding stopt Chri in 2009 de band Marchri en gaat hij vanaf dan solo onder de naam Just Chri.